# Hemigaleus microstoma
El gáleo media luna (Hemigaleus microstoma) es una especie de elasmobranquio carcarriniforme de la familia Hemigaleidae.